# Wörth (Rhein)
Wörth (Rhein) (niem: Bahnhof Wörth (Rhein)) – stacja kolejowa w Wörth am Rhein, w kraju związkowym Nadrenia-Palatynat, w Niemczech. Według DB Station&Service ma kategorię 4. Węzeł kolejowy na linii Schifferstadt – Wörth, Wörth – Strasbourg, Winden – Karlsruhe i Wörth – Wörth Badepark (tramwaj). Stacja znajduje się w obszarze sieci Karlsruher Verkehrsverbund (KVV) i należy do strefy taryfowej 540.

## Linie kolejowe
- Linia Schifferstadt – Wörth
- Linia Wörth – Strasbourg
- Linia Winden – Karlsruhe
- Linia tramwajowa Wörth – Wörth Badepark

## Połączenia
Te pociągi zatrzymują się na tej stacji:
| Przewoźnik                   | Linia | Trasa |
| ---------------------------- | ----- | --- |
| DB Regio Mitte               | RE6   | Karlsruhe Hbf – Wörth – Winden (Pfalz) – Landau (Pfalz) Hbf – Neustadt (Weinstraße) Hbf – Kaiserslautern Hbf |
| DB Regio Mitte               | RB51  | Karlsruhe Hbf – Wörth – Winden (Pfalz) – Landau (Pfalz) Hbf – Neustadt (Weinstraße) Hbf                      |
| DB Regio Mitte               | S3    | Karlsruhe Hbf – Wörth – Germersheim – Speyer Hbf – Mannheim Hbf – Heidelberg Hbf – Bruchsal – Karlsruhe Hbf  |
| DB Regio Mitte / SNCF        | RB52  | Wörth – Lauterbourg – Strasbourg                                                                             |
| Albtal-Verkehrs-Gesellschaft | S5    | Wörth Badepark – Wörth – Karlsruhe Entenfang – Karlsruhe Marktplatz – Söllingen – Pforzheim Hbf              |
| Albtal-Verkehrs-Gesellschaft | S51   | Germersheim – Wörth – Karlsruhe Entenfang – Karlsruhe Marktplatz – Söllingen                                 |
| Albtal-Verkehrs-Gesellschaft | S52   | Germersheim – Wörth – Karlsruhe Albtalbahnhof – Karlsruhe Bahnhofsvorplatz – Karlsruhe Marktplatz            |